# Блумберг Бізнесвік
Bloomberg Businessweek — американський економічний щотижневий журнал, видається компанією Bloomberg L.P. 47 разів на рік.

## Історія
Заснований у вересні 1929 за кілька тижнів до біржового краху під назвою «The Business Week». Вперше вийшов за редакцією Малькольма Мура (Malcolm Muir). На той час Малькольм Мур працював президентом видавничої компанії McGraw-Hill Publishing. Журнал з моменту першого виходу у світ писав про інновації та розробки. Журнал надавав інформацію та думки щодо подій у світі бізнесу на той час. Перші розділи журналу включали маркетинг, працю, фінанси, управління та «Вашингтонський огляд», що зробило The Business Week одним із перших видань, яке висвітлювало національні політичні питання, що безпосередньо впливали на бізнес-світ. У 1934 році назву журналу було скорочено до Business Week. 
Business Week завжди залишається сучасним та актуальним, досліджує всі видатні події, що відбуваються у світі бізнесу.
З 1988 року журнал виходить регулярно. Друкується він під егідою United States business school, програми MBA. З кінця 2009 року належить компанії Bloomberg L.P.
У журналі публікуються огляди новин, ідей та тенденцій, що мають вплив на промисловість, економіку, бізнес-процеси та політику, враховуючи національний та міжнародний вплив.

## Новітня історія
Меган Мерфі — третя редакторка журналу за вісім років власності Bloomberg. Як повідомляють, журнал втрачає близько $20-30 мільйонів на рік. У червні 2017 року, журнал зазнав великих змін — став високоякісним та близиться бути як The Economist. Графічний дизайн став лаконічнішим та позбавився різних грайливих розділів, таких як «Etc.»

## Відзнаки та нагороди
- У 2011 Adweek The Business Week назвав як головний діловий журнал в країні.[5]
- У 2012, The Business Week отримав загальну премію переваги в категорії — журнали, що становлять загальний інтерес в National Magazine Award[en].[6]
- У 2014, The Business Week виграв в Суспільстві американських Бізнес-редакторів і Письменників як найкращий журнал в Діловій премії.[7]